# 牛下女高音
《牛下女高音》（英語：Finding Her Voice），香港電視廣播有限公司拍攝製作的時裝音樂、校園、溫情、勵志、喜劇題材的電視劇集，取用阿萊艾美拉攝影機拍攝。由鍾景輝、吳岱融、張振朗、黃心穎及蔣志光領銜主演，並由龔慈恩、歐瑞偉、曾偉權、韋家雄、曾航生、鄭敬基、羅冠蘭、車婉婉及何雁詩聯合演出，編審為龍文康，監製為黃偉聲，音樂監製為劉諾生。
此劇為2019無綫節目巡禮19部劇集之一，也為無綫電視52周年3部台慶劇之一。

## 播映安排
此劇於2018年中製作完成，但由於黃心穎在2019年初與已婚男歌手許志安爆出了婚外情醜聞，無綫電視迅速決定將此無限期延期推出，以免負面形象影響收視。期間雖曾傳出安排另一女演員江嘉敏頂替重拍所有黃心穎的戲份，惟考慮多種因素後而作罷。最後此劇被解禁且同時成為52週年台慶劇之一，於2019年10月7日播映。

## 故事大綱
據說，人對聲音的記憶不及視覺和觸感的記憶那麼深刻。然而，對於退休校長白千巖（鍾景輝飾）來說，四十多年前的一把「女高音」卻仍然歷久常新，無時無刻牽動他的思緒；亦因這把「女高音」的歌聲，令他毅然從加拿大隻身回港，回到以前任教的學校的所在地：牛頭角下邨，盼望與一班舊生重聚。
當年牛頭角聖若望小學擊敗眾多對手，在音樂比賽中奪得全港總冠軍，不僅是白校長職業生涯中別具意義的獎項，甚至是部分學生一生中，唯一一次光宗耀祖的殊榮。
眨眼間，學校因為牛頭角下邨重建而清拆，小學生亦已成為平凡的中年人，並各散東西，各自為生活埋頭苦幹，一早已放下歌唱的興趣。
在綽號「大爆」的熱心學長戴展亮（吳岱融飾）、精明能幹但疑心重的大爆嫂甘靜怡（龔慈恩飾）、任職偵探的陸居男（張振朗飾）和白校長的失婚孫女白雪兒（黃心穎飾）的努力下，逐一尋回當年合唱團的成員，分別是退休貿易公司老闆陳理璋（黃河）（蔣志光飾）、移動小販老闆陸同（歐瑞偉飾）、保安員吳國亮（黑仔）（曾偉權飾）、電器店老闆邱德光（憂鬱哥）（韋家雄飾）、理髮師邵偉朝（阿蕉）（曾航生飾）和的士司機游志雄（遊子）（鄭敬基飾），還有昔日於聖若望小學任教的音樂老師呂彩琴（羅冠蘭飾）召集回來，及後更重組合唱團，重新站在台上發光發亮。
可是幾位受盡社會歷練的中佬（中年人），已變成一條條對生命失去期盼的老油條！在尋找「女高音」的過程中，居男與雪兒萌生微妙感情，眾人從短短相聚的時光中，覓得人生中的第二春。中佬們也尋回對生命的熱情，重新站在台上發亮發光！

## 演員

### 牛頭角聖若望小學（劇中設定位於重建前的牛頭角下邨）
拍攝場地：天主教善導小學

#### 教職員
| 演員            | 角色   | 暱稱／關係 |
| 譚偉權（中年）  | 白千巖 | 白校長 1936-2018 第十任校長，已退休 呂彩琴之前上司，與其有感情線 戴展亮、陸同、吳國亮、邱德光、邵偉朝、游志雄之小學校長 於第23集得知陳理璋並非聖若望舊生，但仍決定將其當成自己的學生般看待 於第24集與呂彩琴重遇 於第28集睡夢中去世 參見白家 |
| 鍾景輝          | 白千巖 | 白校長 1936-2018 第十任校長，已退休 呂彩琴之前上司，與其有感情線 戴展亮、陸同、吳國亮、邱德光、邵偉朝、游志雄之小學校長 於第23集得知陳理璋並非聖若望舊生，但仍決定將其當成自己的學生般看待 於第24集與呂彩琴重遇 於第28集睡夢中去世 參見白家 |
| 吳家樂 （中年） | 楊澤成 | 楊副校、楊副校長、蔡公仁德 1936-1997 前任副校長，已退休 曾當任中文老師兼中文科主任，後成為總訓導主任 白千巖、呂彩琴之同事 於1997年因腦癌復發去世 已去世，僅在白千巖及呂彩琴回憶憶述提及                                                     |
| 陳榮峻          | 楊澤成 | 楊副校、楊副校長、蔡公仁德 1936-1997 前任副校長，已退休 曾當任中文老師兼中文科主任，後成為總訓導主任 白千巖、呂彩琴之同事 於1997年因腦癌復發去世 已去世，僅在白千巖及呂彩琴回憶憶述提及                                                     |
| 楊家寶（青年）  | 呂彩琴 | 呂老師 音樂老師兼音樂科主任／ 鋼琴老師 白千巖之前下屬，與其有感情線 戴展亮、陸同、吳國亮、邱德光、邵偉朝、游志雄之音樂老師 張碧敏之同層鄰居 於第18集登場 於第24集與吳國亮相認 於第28集發現「牛下女高音」真正身份是童年時的邱德光            |
| 羅冠蘭          | 呂彩琴 | 呂老師 音樂老師兼音樂科主任／ 鋼琴老師 白千巖之前下屬，與其有感情線 戴展亮、陸同、吳國亮、邱德光、邵偉朝、游志雄之音樂老師 張碧敏之同層鄰居 於第18集登場 於第24集與吳國亮相認 於第28集發現「牛下女高音」真正身份是童年時的邱德光            |

#### 舊生合唱團 （牛下七子）
| 演員           | 角色   | 暱稱／關係 |
| 岑逸希（童年） | 戴展亮 | 大爆 酒吧老闆／過氣創作歌手／成員 陸同、吳國亮、邱德光、邵偉朝、游志雄之小學同學兼好友 陳理璋之好友 於第30集與一眾合唱團成員到內地參與「平民好聲音」比賽 嘉許狀：待人以誠，燃燒自我，照亮他人 參見Sing酒吧 |
| 吳岱融         | 戴展亮 | 大爆 酒吧老闆／過氣創作歌手／成員 陸同、吳國亮、邱德光、邵偉朝、游志雄之小學同學兼好友 陳理璋之好友 於第30集與一眾合唱團成員到內地參與「平民好聲音」比賽 嘉許狀：待人以誠，燃燒自我，照亮他人 參見Sing酒吧 |
| 張顥臻（童年） | 陳理璋 | 黃河 退休貿易公司總裁／成員 戴展亮、陸同、吳國亮、邱德光、邵偉朝、游志雄之兒時同屋村的鄰居兼好友 與白千巖亦師亦友 白雪兒之世叔伯，視其為親女看待 於第2集正式登場 於第7集起與陸同、吳國亮、游志雄共同租住在戴展亮的單位 於第23集向白千巖、戴展亮、陸同、吳國亮、邱德光、游志雄表示自己不是聖若望的學生，後一度與眾人反目，最終和好 於第24集以陳理璋身份加入合唱團 於第30集與一眾合唱團成員到內地參與「平民好聲音」比賽 嘉許狀：精明而慷慨，將愛推已及人 參見陳家 |
| 蔣志光         | 陳理璋 | 黃河 退休貿易公司總裁／成員 戴展亮、陸同、吳國亮、邱德光、邵偉朝、游志雄之兒時同屋村的鄰居兼好友 與白千巖亦師亦友 白雪兒之世叔伯，視其為親女看待 於第2集正式登場 於第7集起與陸同、吳國亮、游志雄共同租住在戴展亮的單位 於第23集向白千巖、戴展亮、陸同、吳國亮、邱德光、游志雄表示自己不是聖若望的學生，後一度與眾人反目，最終和好 於第24集以陳理璋身份加入合唱團 於第30集與一眾合唱團成員到內地參與「平民好聲音」比賽 嘉許狀：精明而慷慨，將愛推已及人 參見陳家 |
| 黃樂謙（童年） | 陸 同  | 六筒 短租零售紅白藍移動小販→「HTBuy」公司老闆／成員 戴展亮、吳國亮、邱德光、邵偉朝、游志雄之小學同學兼好友 陳理璋之好友 陳美斯之契爺 白雪兒之世叔伯，視其為親女看待 於第2集正式登場 在第3集與戴展亮相認（本身一直有聯絡游志雄和吳國亮） 於第7集起與陳理璋、吳國亮、游志雄共同租住在戴展亮的單位 於第10集與邱德光相認 於第24集與邵偉朝、呂彩琴相認 於第30集開設網購公司「HTBuy」，後與一眾合唱團成員到內地參與「平民好聲音」比賽 嘉許狀：口才了得，學懂相信，珍惜緣份 |
| 歐瑞偉         | 陸 同  | 六筒 短租零售紅白藍移動小販→「HTBuy」公司老闆／成員 戴展亮、吳國亮、邱德光、邵偉朝、游志雄之小學同學兼好友 陳理璋之好友 陳美斯之契爺 白雪兒之世叔伯，視其為親女看待 於第2集正式登場 在第3集與戴展亮相認（本身一直有聯絡游志雄和吳國亮） 於第7集起與陳理璋、吳國亮、游志雄共同租住在戴展亮的單位 於第10集與邱德光相認 於第24集與邵偉朝、呂彩琴相認 於第30集開設網購公司「HTBuy」，後與一眾合唱團成員到內地參與「平民好聲音」比賽 嘉許狀：口才了得，學懂相信，珍惜緣份 |
| 張日希（童年） | 吳國亮 | 黑仔 保安員／成員 曾任職畫家及電影海報繪畫家 戴展亮、陸同、邱德光、邵偉朝、游志雄之小學同學兼好友 陳理璋之好友 與張碧敏有感情線，後為其男友 白雪兒之世叔伯，視其為親女看待 於第3集和戴展亮相認（本身一直有聯絡游志雄和陸同） 於第7集起與陸同、陳理璋、游志雄共同租住在戴展亮的單位 在第10集與邱德光相認 於第24集與呂彩琴、邵偉朝相認 於第27集因得知張碧敏為遊志雄之前妻而想放棄戀情，後於第29集在遊志雄鼓勵下決定繼續與對方交往 於第30集與一眾合唱團成員到內地參與「平民好聲音」比賽 嘉許狀：才華洋溢，積極繪出新一頁 |
| 曾偉權         | 吳國亮 | 黑仔 保安員／成員 曾任職畫家及電影海報繪畫家 戴展亮、陸同、邱德光、邵偉朝、游志雄之小學同學兼好友 陳理璋之好友 與張碧敏有感情線，後為其男友 白雪兒之世叔伯，視其為親女看待 於第3集和戴展亮相認（本身一直有聯絡游志雄和陸同） 於第7集起與陸同、陳理璋、游志雄共同租住在戴展亮的單位 在第10集與邱德光相認 於第24集與呂彩琴、邵偉朝相認 於第27集因得知張碧敏為遊志雄之前妻而想放棄戀情，後於第29集在遊志雄鼓勵下決定繼續與對方交往 於第30集與一眾合唱團成員到內地參與「平民好聲音」比賽 嘉許狀：才華洋溢，積極繪出新一頁 |
| 關承栩（童年） | 邱德光 | 憂鬱哥、牛下女高音 電器舖東主／成員 戴展亮、游志雄、吳國亮、陸同、邵偉朝之小學同學兼好友 陳理璋之好友 林絲絲之初戀男友 「牛下女高音」的真正身份 白雪兒之世叔伯，視其為親女看待 於第8集出現 於第10集正式登場並與眾人相認（邵偉朝除外） 於第24集與邵偉朝、呂彩琴相認 憂鬱寡言，不善表達 喜歡彈結他，但不擅長 於第29集將電器鋪交給邵偉朝後離開，於第30集到訪西藏後回港，並與一眾合唱團成員到內地參與「平民好聲音」比賽 嘉許狀：態度認真，惟須更放開胸襟 |
| 韋家雄         | 邱德光 | 憂鬱哥、牛下女高音 電器舖東主／成員 戴展亮、游志雄、吳國亮、陸同、邵偉朝之小學同學兼好友 陳理璋之好友 林絲絲之初戀男友 「牛下女高音」的真正身份 白雪兒之世叔伯，視其為親女看待 於第8集出現 於第10集正式登場並與眾人相認（邵偉朝除外） 於第24集與邵偉朝、呂彩琴相認 憂鬱寡言，不善表達 喜歡彈結他，但不擅長 於第29集將電器鋪交給邵偉朝後離開，於第30集到訪西藏後回港，並與一眾合唱團成員到內地參與「平民好聲音」比賽 嘉許狀：態度認真，惟須更放開胸襟 |
| 黃恩（童年）   | 邵偉朝 | 阿蕉 剪髮師傅／成員 戴展亮、吳國亮、陸同、邱德光、游志雄之小學同學兼好友 陳理璋之好友 白雪兒之世叔伯，視其為親女看待 於第11集出現，第24集正式登場，並與戴展亮及眾舊同學相認 於第29集起接手邱德光之電器鋪，並改裝成髮型屋 於第30集與一眾合唱團成員到內地參與「平民好聲音」比賽 嘉許狀：宜實事實幹，發揮潛能 |
| 曾航生         | 邵偉朝 | 阿蕉 剪髮師傅／成員 戴展亮、吳國亮、陸同、邱德光、游志雄之小學同學兼好友 陳理璋之好友 白雪兒之世叔伯，視其為親女看待 於第11集出現，第24集正式登場，並與戴展亮及眾舊同學相認 於第29集起接手邱德光之電器鋪，並改裝成髮型屋 於第30集與一眾合唱團成員到內地參與「平民好聲音」比賽 嘉許狀：宜實事實幹，發揮潛能 |
| 鍾柏森（童年） | 游志雄 | 遊子、Captain Cool 的士司機／成員 戴展亮、陸同、邱德光、邵偉朝、吳國亮之小學同學兼好友 陳理璋之好友 張碧敏之前夫，與其育有一子，因其爛賭欠債而離婚反目，後和好 子朗之父，與其關係疏離，後和好 白雪兒之世叔伯，視其為親女看待 於第3集與戴展亮相認(本身一直有聯絡吳國亮和陸同) 於第7集起與陸同、吳國亮、陳理璋共同租住在戴展亮的單位 於第10集與邱德光相認 於第13集被診斷出患有白內障，接受手術後康復 於第24集與邵偉朝、呂彩琴相認 於第27集重遇張碧敏，後得知其是吳國亮之女友 於第29集向吳國亮表示自己已經放下張碧敏，並鼓勵對方繼續與張碧敏交往 於第30集修讀飛機師課程，後與一眾合唱團成員到內地參與「平民好聲音」比賽 嘉許狀：樂天有禮，開創美好歷程 |
| 鄭敬基         | 游志雄 | 遊子、Captain Cool 的士司機／成員 戴展亮、陸同、邱德光、邵偉朝、吳國亮之小學同學兼好友 陳理璋之好友 張碧敏之前夫，與其育有一子，因其爛賭欠債而離婚反目，後和好 子朗之父，與其關係疏離，後和好 白雪兒之世叔伯，視其為親女看待 於第3集與戴展亮相認(本身一直有聯絡吳國亮和陸同) 於第7集起與陸同、吳國亮、陳理璋共同租住在戴展亮的單位 於第10集與邱德光相認 於第13集被診斷出患有白內障，接受手術後康復 於第24集與邵偉朝、呂彩琴相認 於第27集重遇張碧敏，後得知其是吳國亮之女友 於第29集向吳國亮表示自己已經放下張碧敏，並鼓勵對方繼續與張碧敏交往 於第30集修讀飛機師課程，後與一眾合唱團成員到內地參與「平民好聲音」比賽 嘉許狀：樂天有禮，開創美好歷程 |

### 白家
| 演員           | 角色   | 暱稱／關係 |
| 譚偉權（中年） | 白千巖 | 退休校長 白雪兒之祖父 視陸居男為孫女婿 患有腦退化症 為尋找「牛下女高音」而重組舊生合唱團 委託陸居男調查誰是「牛下女高音」 已移民到加拿大，於第1集返港，並居於陸居男家中 於第28集在睡夢中安詳離世，後舉辦追悼會 於第29集交代其遺體捐給大學作大體老師，其骨灰安葬於紀念花園                                                         |
| 鍾景輝         | 白千巖 | 退休校長 白雪兒之祖父 視陸居男為孫女婿 患有腦退化症 為尋找「牛下女高音」而重組舊生合唱團 委託陸居男調查誰是「牛下女高音」 已移民到加拿大，於第1集返港，並居於陸居男家中 於第28集在睡夢中安詳離世，後舉辦追悼會 於第29集交代其遺體捐給大學作大體老師，其骨灰安葬於紀念花園                                                         |
| 溫裕紅         | 白姑姐 | 白千巖之女 白雪兒之姑姐 居於加拿大 於第28集因白千巖去世而回港，並與白雪兒一同處理其父之身後事 |
| 尹倬嘉（童年） | 白雪兒 | Ysabel、阿雪 專家偵探社偵探／Sing酒吧兼職侍應 白千巖之孫女 王子儒之分居妻子，後離婚，最終和好變成朋友 陸居男之好友，並假扮其妻，與其有感情線，第27集為其女友，徦扮其妻一事眾人也知，白千巖除外 幫助白千巖尋找合唱團成員 於第28集與其姑姐一同回加拿大為白千巖辦理身後事 於第30集到夏威夷旅行，後回港並發佈名為《牛下女高音》的新書 |
| 黃心穎         | 白雪兒 | Ysabel、阿雪 專家偵探社偵探／Sing酒吧兼職侍應 白千巖之孫女 王子儒之分居妻子，後離婚，最終和好變成朋友 陸居男之好友，並假扮其妻，與其有感情線，第27集為其女友，徦扮其妻一事眾人也知，白千巖除外 幫助白千巖尋找合唱團成員 於第28集與其姑姐一同回加拿大為白千巖辦理身後事 於第30集到夏威夷旅行，後回港並發佈名為《牛下女高音》的新書 |

### 戴家
| 演員   | 角色     | 暱稱／關係 |
| 吳岱融 | 戴展亮   | 大爆 酒吧老闆／過氣創作歌手 戴甘靜怡之夫 戴家明、戴家樂之父 陳美斯之乾父 患有乳癌 幫助白千巖尋找合唱團成員 白雪兒之世叔伯，視其為親女看待 曾被其妻誤會其與白雪兒有婚外情 於第3集與吳國亮、陸同、游志雄相認 於第10集與邱德光相認 於第24集與邵偉朝、呂彩琴相認 於第25集親自向妻子和牛下六子（遊子，黑仔，黃河，陸同，憂鬱哥，阿蕉）說出患有乳癌一事 於第29集去做身體檢查，雖然經電療後癌細胞已全消失，但因電療而引發心臟病                                                                                |
| 龔慈恩 | 戴甘靜怡 | 大爆嫂、大sir 酒吧老闆娘／藝人褓姆 戴展亮之妻 戴家明、戴家樂之母 陳美斯之乾母 Lola、Linda、Lucy之好友 白雪兒之世叔嬸，誤會白雪兒與其夫有婚外情，而針對其，後和好並視其為親女看待 於第7集因懷疑戴展亮有外遇，而放棄北上發展 幫助白千巖尋找合唱團成員，後不滿其夫經常與舊同學相聚而忽略自己，後和好 於第25集以為自己更年期實際已有身孕 於第28集因接受檢查後顯示有機會影響身體而打算做人工流產，但最終決定堅持生小孩 於第29集交代其胎兒會在下個月出生 於第30集胎兒出生後為她取名為戴家樂，並找笑姑協助照顧 |
| 胡㻗   | 戴家明   | 阿B、大B、Anthony 戴展亮、戴甘靜怡之子 戴家樂之兄 於外國生活 於第25集於視像電話中登場 於第30集回港，並與眾人一同到內地支持牛下七子於「平民好聲音」的演出 |
|        | 戴家樂   | 細B 戴展亮、戴甘靜怡之女 戴家明之妹 於第30集出生 名字寓意為「戴家的音樂」 名字諧音:大家樂 |

### Sing酒吧
| 演員   | 角色     | 暱稱／關係                                      |
| 吳岱融 | 戴展亮   | 大爆 酒吧老闆／過氣創作歌手 參見戴家            |
| 龔慈恩 | 戴甘靜怡 | 大爆嫂、大sir 酒吧老闆娘／藝人褓姆 參見戴家     |
| 黑 妹  | 興 哥    | 酒吧調酒師                                      |
| 丘梓謙 | 細Ming   | 酒吧小吃小廚兼待應                              |
| 黃心穎 | 白雪兒   | 阿雪 酒吧兼職侍應 被甘靜怡針對，後和好 參見白家 |

### 專家偵探社
| 演員   | 角色   | 暱稱／關係 |
| 李家聲 | 劉銘祥 | 阿劉、劉生、老劉 專家偵探社老闆 陸居男、石堅、白雪兒之上司 |
| 張振朗 | 陸居男 | 阿Nam、阿男、陸生 專家偵探社員工 白雪兒之好友、上司兼助手，並假扮其夫，與其有感情線，第27集為其男友，假扮其夫一事所有人也知道，除了白千巖之外 假扮白千巖之孫女婿，一起生活後與其情同家人 王子儒之好友兼情敵，答應對方幫忙照顧白雪兒 受白千巖委託調查誰是「牛下女高音」 |
| 蕭徽勇 | 石 堅  | 阿堅、石生 專家偵探社員工 陸居男之下屬 名字同：石堅 |
| 黃心穎 | 白雪兒 | 阿雪 專家偵探社員工 陸居男之下屬兼助手 於第23集辭職 參見白家 |

### 陳家
| 演員   | 角色   | 暱稱／關係 |
| 徐玟晴 | 畢娉婷 | 前酒廊歌手，曾推出黑膠唱片 陳理璋之母 陳美斯之祖母（第24集） |
| 蔣志光 | 陳理璋 | 黃河、陳總、陳李張黃何 前廠商會理事，兼內地多間公司東主，於去年賣盤退休 陳美斯之父 陸同之生意合伙人 於第24集正式加入聖若望合唱團 於第29集返回加拿大，後於第30集回港 名字諧音：陳李張黃何（廣東百家姓） |
| 何雁詩 | 陳美斯 | 美斯、Melissa 陳理璋之女 戴展亮、甘靜怡、陸同之乾女 第22集登場 於小學二年級時移居加拿大，於第22集返回香港 於第29集與其父一同返回加拿大，後於第30集回港 名字諧音：陳美詩                                |

### 其他演員
| 演員     | 角色                 | 暱稱／關係 |
| 車婉婉   | 張碧敏               | Anita 保險公司經紀 游志雄之前妻，與其育有一子，因其爛賭欠債而離婚反目，後和好 游子朗之母 與吳國亮有感情綫，後為其女友，於第30集結婚 吕彩琴之同層鄰居 白雪兒之世叔嬸，視其為親女看待 於第17集登場                         |
| 翟威廉   | 王子儒               | 醫生 白雪兒之分居丈夫，後於第23集正式離婚 陸居男之好友兼情敵 與白雪兒分居後拜託陸居男幫忙照顧對方 Christine之炮友兼鍾情對象 於第28集與白雪兒向對方姑姐坦白二人已離婚，後協助處理白千巖之身後事 (第11、14-15、28、30集) |
| 盧宛茵   | 笑 姑                | 戴家租客 針對白雪兒，後漸漸和好 於第7集搬走 於第30集成戴家保栂協助照顧戴展亮及戴甘靜怡的次女 |
| 楊玉梅   | Lola                 | 甘靜怡之好友 於第4集登場 |
| 寶珮如   | Linda                | 甘靜怡之好友 於第4集登場 |
| 區靄玲   | Lucy                 | 甘靜怡之好友 於第4集登場 |
| 李麗麗   | 張師傅               | 太極班團長 於第3集登場 |
| 馮素波   | 陳師奶               | 太極班團友 於第3集登場 |
| 蘇麗明   | 馬師奶               | 太極班團友 於第3集登場 |
| 劉桂芳   | 鄭師奶               | 太極班團友 於第3集登場 |
| 曾慧雲   | 周師奶               | 太極班團友 於第3集登場 |
| 張漢斌   | 阿 健                | 茶餐廳夥計 與白千巖亦師亦友 |
| 羅永健   |                      | 髮型師 |
| 李偉健   | Terry                | 「HTBuy」職員 陸同之員工（第1、30集） |
| 董敬文   |                      | 導演（第1集） |
| 郭田葰   |                      | 戴展亮之主診醫生（第1、3、16、26、29集） |
| 明德豐   | 明 哥                | 錄音室老闆（第1集） |
| 郭家俊   |                      | 司機（第1集） |
| 李啟傑   |                      | 漫畫社編輯（第1集） |
| 李啟傑   | 醫生（第23集）       | |
| 陳玉     |                      | 垃圾婆（第1集） |
| 游潔冰   |                      | 舊生家長（第1集） |
| 余秀玲   | 郝 太                | 戴家租客（第2、7集） |
| 張劍雄   | 陳 生                | 停車場保安（第2集） |
| 夏玉麟   |                      | 公廁男（第2-3集） |
| 黃穎君   |                      | 少婦（第2集） |
| 謝可逸   |                      | 少婦老公（第2集） |
| 廖思略   |                      | 師奶（第2集） |
| 王得琛   |                      | 檔主（第2集） |
| 李 健    | 吳志勇               | 風水師 聖若望舊生（第2集） |
| 韓馬利   | 阿 姐                | 藝人 甘靜怡之上司 影射汪明荃（第3、7、19、27集） |
| 李漫芬   |                      | 母親（第3-4集） |
| 方麗盈   |                      | 師奶（第3-4集） |
| 游五珠   |                      | 師奶（第3-4集） |
| 徐嘉儀   |                      | 師奶（第3-4集） |
| 葉曉陽   |                      | 店主（第3集） |
| 程 皓    |                      | 年青女子（第3集） |
| 威廉陳   |                      | 太空艙老闆（第3集） |
| 郭韻浩   |                      | 日本客（第3集） |
| 宋憲樺   |                      | 內地客（第3集） |
| 蔡國威   |                      | 主持（第3集） |
| 周梓盈   | Amy                  | 阿姐之助手（第3、7-8、13、18集） |
| 梁 雄    |                      | 中醫師（第3集） |
| 黃海宴   |                      | 涼茶舖老闆娘（第3集） |
| 鄒兆霆   |                      | 太空艙職員（第4集） |
| 江嘉俊   |                      | 店員（第4集） |
| 張俊平   | 堅 叔                | 保安（第4集） |
| 鄭雋熹   |                      | 賊人（第4集） |
| 樓嘉豪   |                      | CID警察（第5-6集） |
| 余富根   |                      | CID警察（第5-6集） |
| 羅 鴻    |                      | 主席（第5集） |
| 楊莉莉   |                      | 業主（第5集） |
| 鄭毅邦   |                      | 業主（第5集） |
| 黃志榮   |                      | 業主（第5集） |
| 楊證樺   |                      | 吳國亮之弟 吳穎培之父（第5集） |
| 陳念君   |                      | 吳國亮之弟婦 吳穎培之母（第5集） |
| 盧頌衡   | 吳穎培               | 吳國亮之侄（第5集） |
| 蔡康年   | 陳 生                | 地產經紀（第5集） |
| 江富強   |                      | 酒吧客人（第5、15集） |
| 潘卓明   |                      | 裁縫（第6集） |
| 潘卓明   | 何 伯                | 酒吧客（第11集） |
| 馮康寧   |                      | 聖若望小學舊生（第6集） |
| 陳劍輝   |                      | 聖若望小學舊生（第6集） |
| 陳靖雲   |                      | 跑手（第6集） |
| 陳靖雲   | 選拔少女（第17集）   | |
| 孟希璘   |                      | 跑手（第6集） |
| 孟希璘   | 主播（第13集）       | |
| 黎寬怡   |                      | 跑手（第6集） |
| 黎寬怡   | 新娘（第8集）        | |
| 黎寬怡   | 船客（第13集）       | |
| 譚淑瑩   |                      | 女客人（第7集） |
| 曾健明   |                      | 包租公（第7集） |
| 譚俊雄   |                      | 牛肉檔老闆（第8集） |
| 歐陽燕萍 |                      | 海鮮檔老闆娘（第8集） |
| 袁鎮業   |                      | 烹飪老師（第8集） |
| 關浩揚   |                      | 電器舖銷售員（第8集） |
| 高爾珩   |                      | 婆婆（第8集） |
| 郭千瑜   |                      | 女客人（第8集） |
| 曾玉娟   |                      | 惡客人（第8集） |
| 周麗欣   | Mary                 | 舊同學（第8集） |
| 周麗欣   | 瑜伽導師（第12集）   | |
| 梁百川   |                      | 新郎（第8集） |
| 何晉樂   |                      | 烹飪同學（第8集） |
| 周嘉全   |                      | 男子（第8集） |
| 陳潁熙   |                      | 司儀（第8集） |
| 柳秋紅   | 老淑君               | 聖若望舊生 前合唱團成員 曾暗戀吳國亮 已移民外國（第9集） |
| 石浩東   |                      | 醫生（第9集） |
| 李嘉晉   |                      | 畫室職員（第9集） |
| 馬米高   |                      | 醉酒佬（第9集） |
| 關偉倫   |                      | 醫生（第9集） |
| 余應彤   |                      | 酒吧客人（第10、17集） |
| 吳展驊   |                      | 酒吧客人（第10、15、26集） |
| 李 岡    |                      | 店主（第10集） |
| 陳嘉慧   | 藍湘湘               | 三級片女星／聖若望舊生，兼合唱團成員 原名：林絲絲 邱德光之初戀女友 於第12集由其侄女口中得知其在多年因子宮頸癌離世（第10、30集）                                                                                        |
| 鄧英敏   | 任家祥               | 資深唱片監製 戴展亮之好友（第10集） |
| 吳子冲   |                      | KC之助手（第10集） |
| 煒 烈    | 巢 生                | 用交友程式認識白雪兒 於第13集懷疑其妻有外遇而到偵探社（第11、13集） |
| 袁潔儀   | 巢 太                | 巢生之妻 JJ之舞伴兼曖昧對象，後被對方以高壓方式推銷美容療程（第11、14-15集） |
| 張雪瑩   |                      | 社區中心職員 林絲絲之侄女（第12集） |
| 梁珈詠   |                      | 瑜伽導師（第12集） |
| 關梓陽   |                      | 舞男（第13集） |
| 李顯曜   |                      | 舞男（第13集） |
| 姚宏遠   |                      | 舞男（第13集） |
| 謝芷倫   | Christine            | 律師 單戀王子儒 白雪兒之情敵，並多次離間其與王子儒之關係 於第14集被王子儒發現其曾假冒他寄離婚通知書給白雪兒（第14-15、22集）                                                                                           |
| 利耀堂   |                      | 男人（第14集） |
| 楊嘉欣   |                      | 侍應（第14集） |
| 黃文意   |                      | 售貨員（第14、25集） |
| 張韋怡   |                      | 售貨員（第14集） |
| 簡家麒   | Jackson              | JJ 美容中心推銷員 巢太之舞伴兼曖昧對象，實為欲向對方推銷美容療程（第14-15集） |
| 馬俊傑   |                      | 買雪糕的客人（第14集） |
| 文雅     |                      | 美女（第14集） |
| 黃建東   | 阿 星                | 星級化妝師 甘靜怡之好友（第15集） |
| 潘冠霖   |                      | 美容師（第15集） |
| 張詩欣   |                      | 美容師（第15集） |
| 蕭凱欣   |                      | 美容師（第15集） |
| 蕭凱欣   | 婚紗店職員（第20集） | |
| 區軒瑋   |                      | 酒吧客人（第15集） |
| 伍禮騫   |                      | 神秘人（第15集） |
| 鄧永健   |                      | 男主角（第16、27集） |
| 曾 敏    |                      | 女主角（第16、27集） |
| 黃凱琪   |                      | 選拔少女（第17集） |
| 彭翔翎   |                      | 選拔少女（第17集） |
| 劉嘉琪   |                      | 職員（第17集） |
| 吳綺珊   |                      | 職員（第17集） |
| 周寶霖   | 李 太                | 張碧敏、呂彩琴之鄰居（第17、19-22、24、26集） |
| 劉温馨   | Alexa                | Nam 从交友程式相约，精算師（第18、19集） |
| 陳狄克   | 達 叔                | 大廈保安（第19、22、29集） |
| 陳戩浩   |                      | 痴漢（第20集） |
| 吳珮如   |                      | 婚紗店職員（第20集） |
| 莫偉文   |                      | 店主（第20集） |
| 甄詠珊   | 鍾 太                | Isabella 陳理璋之好友 慈善晚會之主辦者（第20、24集） |
| 張本立   |                      | 餐廳顧客（第23集） |
| 朱維德   | 朱總理               | 慈善晚會賓客（第24集） |
| 蔡國慶   | 蔡總理               | 慈善晚會賓客（第24集） |
| 蘇恩磁   | 羅 太                | 慈善晚會賓客（第24集） |
| 程浩駿   |                      | 工作人員（第24集） |
| 麥皓兒   |                      | 司儀（第24集） |
| 吳幸美   |                      | 售貨員（第25集） |
| 霍健邦   |                      | 賊人（第25集） |
| 朱凱婷   |                      | 婦科醫生（第26-27集） |
| 梁雯蔚   |                      | 年青女（第26集） |
| 梁嘉駿   |                      | 年青男（第26集） |
| 邵卓堯   | 陳 生                | （第26集） |
| 林浩文   | 子朗                 | 阿朗 游志雄、張碧敏之子 與其父關係疏離，後和好 在廣州讀書，於第27集因放假而返港陪伴其母 於第29集撮合其母與吳國亮，並與其父和好，後返回廣州讀書（第27、29-30集）                                                        |
| 譚嘉儀   |                      | Busking女歌手（第27集） |
| 黃耀煌   |                      | 「平民好聲音」工作人員（第30集） |
| 淼       |                      | 「平民好聲音」主持（第30集） |
| 單立文   |                      | 聖若望小學前合唱團成員（第30集） |

## 劇中插曲
這齣劇集以多首經典歌曲穿梭一眾男主角的今天和過去。
| 作詞             | 作曲                             | 歌曲                               | 原唱                   | 劇中獻唱                                                                           | 首次登場集數 |
| 鄭敬基           | 鄭敬基                           | Home Alone                         | 鄭伊健、鄭敬基、蔡濟文 | 張振朗、韋家雄、曾航生                                                             | 第1集        |
| 林振強           | Dick Lee                         | 愛是永恆                           | 張學友                 | 吳岱融                                                                             | 第1集        |
| 泰迪羅賓、林敏驄 | 泰迪羅賓                         | 要爭取快樂                         | 肥媽                   | 黑妹                                                                               | 第1集        |
| 江蘇民歌         | 江蘇民歌                         | 茉莉花                             | 青燕子演唱組           | 童年： 熊熊兒童合唱團成年： 吳岱融、蔣志光、鄭敬基、曾偉權、歐瑞偉、韋家雄、曾航生 | 第1集        |
| 原野             | 原野                             | 七個小矮人                         | 尹光                   | 童年：黃樂謙成年：歐瑞偉                                                           | 第4集        |
| 潘偉源           | 王文清                           | 一生何求                           | 陳百強                 | 張振朗                                                                             | 第5集        |
| 林夕             | 黃嘉倩                           | 天下浪子不獨你一人                 | 吳倩蓮                 | 男聲清唱： 吳岱融、蔣志光、鄭敬基、曾偉權、歐瑞偉女聲錄唱：寶珮如                  | 第6集        |
| 南燕             | 周藍萍                           | 友誼之光                           | 肥媽                   | 吳岱融、鄭敬基、曾偉權、歐瑞偉                                                     | 第7集        |
| 南燕             | 周藍萍                           | 友誼之光                           | 肥媽                   | 蔣志光、鄭敬基                                                                     | 第21集       |
| 黃霑             | 顧嘉輝                           | 楚留香                             | 鄭少秋                 | 蔣志光、鄭敬基、曾偉權、歐瑞偉                                                     | 第7集        |
| 許冠傑           | 羅伊·奧比森、喬·梅爾森、R.B.Rush | Pretty Woman                       | 許冠傑                 | 鄭敬基                                                                             | 第10集       |
| 林敏驄           | 關正傑                           | 在原野上                           | 關正傑                 | 蔣志光、鄭敬基                                                                     | 第11集       |
| 梁芷珊           | 陳光榮                           | 一生愛你一個                       | 鄭伊健                 | 吳岱融、蔣志光、鄭敬基、曾偉權、歐瑞偉、韋家雄、曾航生                             | 第11集       |
| 新疆民謠、羅大佑 | 新疆民謠、羅大佑                 | 青春舞曲                           | 雷婷                   | 童年： 熊熊兒童合唱團成年： 吳岱融、蔣志光、鄭敬基、曾偉權、歐瑞偉、韋家雄、曾航生 | 第12集       |
| 小美             | 曹俊鴻                           | 傷感雨天                           | 方麗盈                 | 鄭敬基                                                                             | 第13集       |
| 潘源良           | 倫永亮                           | 我為何讓你走                       | 郭富城                 | 男聲清唱： 吳岱融、蔣志光、鄭敬基、曾偉權、歐瑞偉女聲錄唱：寶珮如                  | 第13集       |
| 鄭國江           | 陳德堅                           | 幾分鐘的約會                       | 陳百強                 | 清唱：鄭敬基                                                                       | 第13集       |
| 林振強           | 柳重言                           | 今日                               | 陳奕迅                 | 錄唱：曾航生                                                                       | 第13集       |
| 蘇翁             | 市川昭介                         | 你回來吧                           | 譚炳文、李香琴         | 吳岱融、蔣志光、鄭敬基、曾偉權、歐瑞偉、張振朗                                     | 第17集       |
| 林敏驄           | 鍾鎮濤                           | 香腸·蚊帳·機關槍                   | 鍾鎮濤                 | 曾航生、鄭敬基                                                                     | 第18集       |
| The Beatles      | The Beatles                      | Yesterday                          | The Beatles            | 曾航生、鄭敬基                                                                     | 第18集       |
| 林振強           | 郭小霖                           | 從不知                             | 郭小霖                 | 曾偉權、車婉婉                                                                     | 第20集       |
| 潘偉源           | 李子恆                           | 現代愛情故事                       | 張智霖、許秋怡         | 曾偉權、黑妹                                                                       | 第20集       |
| 葉偉信           | 林慕德                           | 如果...陽光                        | 楊楚營                 | 黃心穎                                                                             | 第21集       |
| 林夕             | 伍樂城                           | 戀愛大過天                         | Twins                  | 曾偉權                                                                             | 第22集       |
| 楊紹鴻、張國林   | 佚名                             | 牛油蛋撻                           | 譚炳文                 | 鍾景輝                                                                             | 第22集       |
| 葉瑞伯、黃少拔   | 葉瑞伯、黃少拔                   | 客途秋恨                           | 白駒榮                 | 歐瑞偉、蔣志光                                                                     | 第23集       |
| 李雋清           | 姚敏                             | 三年（粵：盼三年）                 | 蔡琴（粵：陳百強）     | 蔣志光                                                                             | 第23集       |
| 李雋清           | 姚敏                             | 三年（粵：盼三年）                 | 蔡琴（粵：陳百強）     | 女聲：黑妹 男聲：蔣志光                                                            | 第24集       |
| 鄭國江           | 羅文                             | 在我生命裏                         | 羅文                   | 歐瑞偉、鄭敬基                                                                     | 第24集       |
| 許冠傑           | Ronald Elliot、Robert Durand     | 等玉人                             | 許冠傑                 | 熊熊兒童合唱團                                                                     | 第24集       |
| 江蘇民歌         | 江蘇民歌                         | 茉莉花                             | 青燕子演唱組           | 童年： 熊熊兒童合唱團成年： 吳岱融、蔣志光、鄭敬基、曾偉權、歐瑞偉、韋家雄、曾航生 | 第24集       |
| 不適用           | 約翰·帕赫貝爾                    | 卡農（純音樂）                     | 不適用                 | 不適用                                                                             | 第24集       |
| 林振強           | 柳重言                           | 今日                               | 陳奕迅                 | 鄭敬基、吳岱融                                                                     | 第24集       |
| 小美             | 倫永亮                           | 不要重播                           | 杜德偉                 | 曾航生                                                                             | 第26集       |
| 陳少琪、俞琤     | 盧冠廷                           | 別了秋天                           | 呂方                   | 蔣志光                                                                             | 第26集       |
| 佚名             | 貝多伊齊·史麥塔納                | 在森林和原野（《秋天的童話》版本） | 鍾楚紅                 | 車婉婉                                                                             | 第26集       |
| 黃凱芹           | 黃凱芹                           | 再遇                               | 黃凱芹                 |                                                                                    | 第27集       |
| 黃偉文           | 伍樂城                           | 你唔愛我啦                         | 李彩華                 | 譚嘉儀、車婉婉                                                                     | 第27集       |
| 王文清           | 王文清                           | 忘了你，忘了我                     | 王傑                   | 曾航生                                                                             | 第27集       |
| 約翰·牛頓        | 不適用                           | 奇異恩典                           | 不適用                 | 不適用                                                                             | 第28集       |
| 不適用           | 小約翰·施特勞斯                  | 藍色多瑙河（雪糕車音樂)            | 雪糕車                 | 不適用                                                                             | 第28集       |
| 盧國沾           | D. Blackwell                     | 漁火閃閃                           | 區瑞強                 | 吳岱融                                                                             | 第28集       |
| 林敏驄           | 歷風                             | 陪著她                             | 溫拿樂隊               | 吳岱融、龔慈恩                                                                     | 第28集       |
| 林夕             | 伍樂城                           | 如果只得一星期                     | 謝霆鋒                 |                                                                                    | 第29集       |
| 周禮茂           | 陳光榮                           | Today                              | 梁詠琪                 | 韋家雄                                                                             | 第29集       |
| 方小卞           | Rico Vaciom                      | 什麼話                             | 張露                   | 盧宛茵                                                                             | 第30集       |
| 林夕             | 林健華                           | 我的快樂時代                       | 陳奕迅                 | 清唱：鄭敬基、林浩文錄唱：蔣志光                                                   | 第30集       |
| 簡寧             | 羅大佑                           | 人生何處不相逢                     | 陳慧嫻                 | 鄭敬基、曾航生、歐瑞偉                                                             | 第30集       |
|                  |                                  | 帶着夢飛翔                         |                        |                                                                                    | 第30集       |
| 黃偉文           | Swing                            | 那邊見（改編）                     | Swing                  | 吳岱融、蔣志光、鄭敬基、曾偉權、歐瑞偉、韋家雄、曾航生                             | 第30集       |

## 收視
本劇於香港無綫電視翡翠台及myTV SUPER7日跨平台總收視之紀錄：
| 週次 | 集數  | 日期                    | 收視率 | 備註                                                      |
| 1    | 1-5   | 2019年10月7日-10月11日  | 26點   | 星期一至五總收視25.6點 首集總收視25.3點 第2集總收視27.1點 |
| 2    | 6-10  | 2019年10月14日-10月18日 | 26點   | 星期一至五總收視25.8點 第7集總收視26.8點                  |
| 3    | 11-15 | 2019年10月21日-10月25日 | 25點   | 星期一至五總收視25.2點 第12集總收視26.2點                 |
| 4    | 16-20 | 2019年10月28日-11月1日  | 24點   | 星期一至五總收24.3點                                      |
| 5    | 21-25 | 2019年11月4日-11月8日   | 26點   | 星期一至五總收視25.5點 第24集總收視27.1點                 |
| 6    | 26-30 | 2019年11月11日-11月15日 | 28點   | 星期一至五總收視28.3點 第30集總收視30.7點                 |
| 全劇 | 全劇  | 全劇                    | 26點   | 全劇平均總收視25.8點                                      |

## 獎項

### 萬千星輝頒獎典禮2019
| 年份               | 獎項                                | 單位 | 結果 |
| ------------------ | ----------------------------------- | ---- | ---- |
| 2019               |                                     |      |      |
| 最佳劇集           | 牛下女高音                          | 提名 |      |
| 最佳男主角         | 戴展亮（吳岱融 飾）                 | 提名 |      |
| 最受歡迎電視男角色 | 陳理璋（蔣志光 飾）                 | 提名 |      |
| 最受歡迎電視男角色 | 白千巖（鍾景輝 飾）                 | 提名 |      |
| 最受歡迎電視男角色 | 戴展亮 （吳岱融 飾）                | 提名 |      |
| 最受歡迎電視男角色 | 吳國亮（曾偉權 飾）                 | 提名 |      |
| 最受歡迎電視女角色 | 戴甘靜怡（龔慈恩 飾）               | 提名 |      |
| 最佳男配角         | 吳國亮（曾偉權 飾）                 | 提名 |      |
| 最佳女配角         | 張碧敏（車婉婉 飾）                 | 提名 |      |
| 最佳女配角         | 戴甘靜怡（龔慈恩 飾）               | 提名 |      |
| 最受歡迎電視歌曲   | Santa Lucia（主唱：熊熊兒童合唱團） | 提名 |      |
| 最受歡迎電視歌曲   | 我會想念他（主唱：何雁詩）          | 提名 |      |
| 最受歡迎電視歌曲   | 你比我重要 （主唱：吳岱融）         | 提名 |      |

## 記事
- 2018年5月18日：此劇於12:30在將軍澳工業村駿才街77號電視廣播城一廠Common Room舉行造型及拜神儀式。[8][9][10][11][12][13][14][15][16][17][18]
- 2018年6月1日：此劇首日拍攝。
- 2018年9月1日：此劇全劇煞科。
- 2018年9月1日：此劇在天后御名軒宴會廳舉行殺科宴。[19][20][21][22][23][24][25][26][27]
- 2019年10月6日：製作特輯《台慶強勢列陣 - 牛下女高音》於22:30-23:00在翡翠台播映。
- 2019年10月17日：此劇舉行“我們的主題曲”宣傳活動。
- 2019年10月31日：此劇舉行“哈佬女高音”宣傳活動。
- 2019年11月12日：此劇舉行“我們的夢想”宣傳活動。

## 軼事
- 劇名靈感源自綽號「牛下女車神」的香港女子單車運動員李慧詩。
- 劇中的虛構學校牛頭角聖若望小學設定位於牛頭角下邨，因此有部份的場面取景於此地及附近的淘大花園並得此劇名。
- 此劇鍾景輝(白千巖校長)參自其已故好友陳有后在1964-1965年在牛頭角山頭的復華村（即現在的樂華邨）庇護十二學校任職下午校校長作藍本
- 此劇主題曲並非粵、英、國語歌及原創曲，因該曲以《Santa Lucia》 作為主題曲—該曲本是那不勒斯歌謠，以拿坡里語吟唱，但後來翻譯為意大利語，以船歌方式吟唱，主唱時是其意大利語翻唱版。
- 劇中合唱團成員吳岱融、蔣志光、鄭敬基及曾航生於現實中亦是歌手。
- 此劇是鍾景輝、鄭敬基、李家聲及朱維德在無綫電視的告別作。
- 此劇是鍾景輝繼《甜孫爺爺》後再度飾演退休校長。
- 劇中飾演「白雪兒」的黃心穎向飾演「大爆」老婆的龔慈恩斬釘截鐵說：「我知道，我經常做錯事又做得不好，但無論我怎樣錯， 我也一定不會跟別人的丈夫搞婚外情！」，但現實中黃心穎與鄭秀文老公許志安出軌。黃心穎亦因出軌而沒有被無綫電視安排出席任何《牛下女高音》的宣傳活動[28]。
- 古語有云：「戲如人生」，本劇中之白雪兒最終選擇移民至加拿大；現實中黃心穎在出軌事件後亦回到加拿大進修，其後更因安心偷食事件之餘波而淡出娛圈。
- 此劇是吳岱融和龔慈恩繼《嬴单传奇》及《飛虎之潛行極戰》後再度合作。
- 此劇是寶佩如離開亞洲電視後加入無綫電視的首部電視劇[29][30]，亦為寶佩如、龔慈恩及梁浩楷離開亞洲電視後首部於無綫電視合作的電視劇。
- 此劇是羅冠蘭時隔9年及龔慈恩時隔22年後再次參與拍攝的無綫電視電視劇。
- 與一般劇集不同，此劇並非由一般童星出演各男主角的童年角色，而是由熊熊兒童合唱團中挑選出來。
- 此劇是吳岱融首次為無綫電視的電視劇演唱插曲。
- 此劇是歐瑞偉、曾偉權及蔣志光繼《回到三國》後再度合作，而歐瑞偉及曾偉權在《回》劇中分別飾演結拜兄弟關羽及張飛，與蔣志光飾演的荀彧敵對，在此劇中三人均為好友。
- 在最終集，牛下合唱團被邀參加《平民好聲音》，其型式仿效《中國好聲音》和《粵語好聲音》。
- 何雁詩主唱的《我會想念他》雖然名義上為片尾曲，實際上30集中只有9集使用其為片尾曲。
- 此劇是歐瑞偉、蘇恩磁、鍾景輝、曾航生、李偉健、寶珮如、單立文、張振朗、溫裕紅、周梓盈、郭田葰、謝芷倫、關浩揚、陳榮峻、盧宛茵和鄧永健繼《愛·回家系列》後再度合作。

## 備註
1. ↑  另有即興填詞版。
2. ↑  同時為分節過場音樂。

## 外部連結
- 《牛下女高音》唱出香港情 - TVB Weekly （页面存档备份，存于）
- 豆瓣电影上《牛下女高音》的資料 （简体中文）

## 電視節目的變遷
| 香港 無綫電視翡翠台／ 澳門 TVB Anywhere翡翠台 星期一至五 20:30-21:30 | 香港 無綫電視翡翠台／ 澳門 TVB Anywhere翡翠台 星期一至五 20:30-21:30 | 香港 無綫電視翡翠台／ 澳門 TVB Anywhere翡翠台 星期一至五 20:30-21:30 |
| -------------------------------------------------------------------- | -------------------------------------------------------------------- | -------------------------------------------------------------------- |
|                                                                      | 牛下女高音 （2019.10.07 - 2019.11.15）                               |                                                                      |
| 街坊財爺 （2019.09.02 - 2019.10.04）                                 | 鳳弈 （2019.11.18 - 2020.1.3）                                       |                                                                      |

| 香港無綫電視翡翠台 星期一至五 14:45－15:45 | 香港無綫電視翡翠台 星期一至五 14:45－15:45 | 香港無綫電視翡翠台 星期一至五 14:45－15:45 |
| ------------------------------------------ | ------------------------------------------ | ------------------------------------------ |
|                                            | 牛下女高音 （2021年2月2日－2021年3月17日） |                                            |
| 棟仁的時光 （2021年1月5日－2021年2月1日）  | 名媛望族 （2021年3月18日－2021年5月12日）  |                                            |

| 新加坡、 马来西亚 翡翠台 星期一至五 20:30-21:30 | 新加坡、 马来西亚 翡翠台 星期一至五 20:30-21:30 | 新加坡、 马来西亚 翡翠台 星期一至五 20:30-21:30 |
| ----------------------------------------------- | ----------------------------------------------- | ----------------------------------------------- |
|                                                 | 牛下女高音 （2019.10.07 - 2019.11.15）          |                                                 |
| 街坊財爺 （2019.9.2 - 2019.10.4）               | 坚离地爱坚离地 （2019.11.18 - 2019.12.14）      |                                                 |

| 马来西亚 Astro AOD、Astro AOD HD 星期一至五 20:30-21:30 | 马来西亚 Astro AOD、Astro AOD HD 星期一至五 20:30-21:30 | 马来西亚 Astro AOD、Astro AOD HD 星期一至五 20:30-21:30 |
| ------------------------------------------------------- | ------------------------------------------------------- | ------------------------------------------------------- |
|                                                         | 牛下女高音 （2019.10.07 - 2019.11.15）                  |                                                         |
| 街坊財爺 （2019.9.2 - 2019.10.4）                       | 坚离地爱坚离地 （2019.11.18 - 2019.12.14）              |                                                         |

| 新加坡 HUB戲劇首選 星期一至五 20:30-21:30 | 新加坡 HUB戲劇首選 星期一至五 20:30-21:30  | 新加坡 HUB戲劇首選 星期一至五 20:30-21:30 |
| ----------------------------------------- | ------------------------------------------ | ----------------------------------------- |
|                                           | 牛下女高音 （2019.10.7 - 2019.11.15）      |                                           |
| 街坊財爺 （2019.9.2 - 2019.10.4）         | 坚离地爱坚离地 （2019.11.18 - 2019.12.14） |                                           |

| 澳洲 無綫翡翠台 星期二至六 20:30 - 21:30 | 澳洲 無綫翡翠台 星期二至六 20:30 - 21:30   | 澳洲 無綫翡翠台 星期二至六 20:30 - 21:30 |
| ---------------------------------------- | ------------------------------------------ | ---------------------------------------- |
|                                          | 牛下女高音 （2019.10.08 - 2019.11.16）     |                                          |
| 街坊財爺 （2019.09.03 - 2019.10.05）     | 堅離地愛堅離地 （2019.11.20 - 2019.12.15） |                                          |

| 新加坡 佳乐台 9:00 热播剧时段 星期一至四 21:10-22:00 | 新加坡 佳乐台 9:00 热播剧时段 星期一至四 21:10-22:00 | 新加坡 佳乐台 9:00 热播剧时段 星期一至四 21:10-22:00 |
| ---------------------------------------------------- | ---------------------------------------------------- | ---------------------------------------------------- |
|                                                      | 牛下女高音 （2020年1月23日 - 2020年3月17日）         |                                                      |
| 街坊財爺 （2019年12月11日 - 2020年1月22日）          | 解決師 (2020年3月18日 - 2020年5月7日)                |                                                      |

| 新加坡 HUB娛家戲劇台 每晚 19:00 - 20:00 | 新加坡 HUB娛家戲劇台 每晚 19:00 - 20:00    | 新加坡 HUB娛家戲劇台 每晚 19:00 - 20:00 |
| --------------------------------------- | ------------------------------------------ | --------------------------------------- |
|                                         | 牛下女高音 （2020-03-26 - 2020-04-24）     |                                         |
| 街坊財爺 （2020-03-01 - 2020-03-25）    | 坚离地爱坚离地 （2020-04-25 - 2020-05-14） |                                         |

| 美国 TVB1 星期一至五 劇場 東岸時間 20:00－21:00           | 美国 TVB1 星期一至五 劇場 東岸時間 20:00－21:00 | 美国 TVB1 星期一至五 劇場 東岸時間 20:00－21:00 |
| --------------------------------------------------------- | ----------------------------------------------- | ----------------------------------------------- |
|                                                           | 牛下女高音 (2019-10-14 - 2019-11-22)            |                                                 |
| 街坊財爺 (2019-09-09 - 2019-10-11)                        | 堅離地愛堅離地 (2019-11-25 - 2019-12-20)        |                                                 |
| 美国 TVB2/TVBSF 星期一至五 黃金劇場 西岸時間 22:00－23:00 |                                                 |                                                 |
| 街坊財爺 (2019-09-09 - 2019-10-11)                        | 牛下女高音 (2019-10-14 - 2019-11-22)            | 堅離地愛堅離地 (2019-11-25 - 2019-12-20)        |

| 美国 TVBe 星期一至五 黃金劇場 時段 16:00-17:00 | 美国 TVBe 星期一至五 黃金劇場 時段 16:00-17:00 | 美国 TVBe 星期一至五 黃金劇場 時段 16:00-17:00 |
| ---------------------------------------------- | ---------------------------------------------- | ---------------------------------------------- |
|                                                | 牛下女高音 (2020.06.22 - 2020.07.31)           |                                                |
| 街坊財爺 (2020.05.18 - 2020.06.19)             | 堅離地愛堅離地 (2020.08.03 - 2020.08.28)       |                                                |

| 加拿大 新時代電視2台 星期一至五 16:00-17:00（東岸） | 加拿大 新時代電視2台 星期一至五 16:00-17:00（東岸） | 加拿大 新時代電視2台 星期一至五 16:00-17:00（東岸） |
| --------------------------------------------------- | --------------------------------------------------- | --------------------------------------------------- |
|                                                     | 牛下女高音 (2021.12.21 - 2022.01.31)                |                                                     |
| 待查 (- 2021.12.20)                                 | 未定                                                |                                                     |

| 香港、 马来西亚、 新加坡 TVB星河频道 星期一至五 19:30 - 20:30 · 9月2日 19:50 - 20:40 | 香港、 马来西亚、 新加坡 TVB星河频道 星期一至五 19:30 - 20:30 · 9月2日 19:50 - 20:40 | 香港、 马来西亚、 新加坡 TVB星河频道 星期一至五 19:30 - 20:30 · 9月2日 19:50 - 20:40 |
| ------------------------------------------------------------------------------------ | ------------------------------------------------------------------------------------ | ------------------------------------------------------------------------------------ |
|                                                                                      | 牛下女高音 （2022年8月29日 - 2022年10月7日）                                         |                                                                                      |
| 丫鬟大联盟 （2022年8月8日－2022年8月26日）                                           | 白色強人 （2022年10月10日－2022年11月11日）                                          |                                                                                      |

| 马来西亚 八度空间 周末TVB 星期六及日 19:00-20:00 | 马来西亚 八度空间 周末TVB 星期六及日 19:00-20:00 | 马来西亚 八度空间 周末TVB 星期六及日 19:00-20:00 |
| ------------------------------------------------ | ------------------------------------------------ | ------------------------------------------------ |
|                                                  | 牛下女高音 （2024-07-13 - 2024-10-20）           |                                                  |
| 跳跃生命线 （2024-04-14 - 2024-07-07）           | BB来了 （2024-10-27 - 2024-12-29）               |                                                  |